# 응우옌푹브우로이

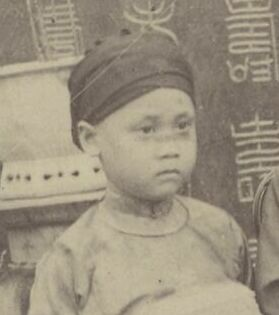

응우옌푹브우로이(Nguyễn Phúc Bửu Lỗi, 阮福寶𡾊, 1885년 ~ 1902년 5월 20일)는 베트남 응우옌 왕조의 황족이다. 육덕제의 11번째 아들로, 어머니는 응우옌반티응에(阮文氏詣)이다.